# Moranopteris liesneri
Moranopteris liesneri är en stensöteväxtart som först beskrevs av Alan Reid Smith, och fick sitt nu gällande namn av R.Y.Hirai och J.Prado. Moranopteris liesneri ingår i släktet Moranopteris och familjen Polypodiaceae. Inga underarter finns listade.